# Krnjin
Krnjin är en ort i Bosnien och Hercegovina.   Den ligger i entiteten Federationen Bosnien och Hercegovina, i den sydvästra delen av landet, 100 km väster om huvudstaden Sarajevo. Krnjin ligger 913 meter över havet och antalet invånare är 132.
Terrängen runt Krnjin är huvudsakligen kuperad, men norrut är den platt.Närmaste större samhälle är Tomislavgrad, 17,0 km norr om Krnjin. 
Omgivningarna runt Krnjin är en mosaik av jordbruksmark och naturlig växtlighet. Runt Krnjin är det ganska tätbefolkat, med 93 invånare per kvadratkilometer.